# Михаил Кантакузин
Михаил Александрович Кантакузин (на руски: Михаил Александрович Кантакузин) е наследствен княз. Руски офицер, генерал-майор. Участник в Руско-турската война (1877-1878). Български офицер, Военен министър на Княжество България (1884-1885).

## Биография
Михаил Кантакузин е роден през 1840 година в Русия в семейство на потомствен дворянин от рода Кантакузини. Ориентира се към военното поприще. Завършва Военно училище и Николаевската академия на Генералния щаб (1859, 1868). Участва в работите по конвенцията за съвместни действия на Русия и Румъния срещу Османската империя.
Участва в Руско-турската война (1877 – 1878) като помощник на началника щаба на Действащата руска армия на Балканския полуостров.

След войната остава на служба в Българската армия. Назначен за военен министър на Княжество България (1884 – 1885) в правителството на Каравелов. Спазва стриктно Българо-руската военна конвенция от 1883 г. Полага усилия да се изгради целесъобразна структура на армията. По негово време са сформирани пехотните полкове (1884), което води до пълноценни пехотни бригади, които са създадени през 1883 г. Като цяло армията е подготвена и с успех участва в Сръбско-българската война от 1885 г. Стефан Паприков, описвайки развитието на българската армия до войната, пише за Кантакузин:
| „ | ...може да се каже, че той е бил единствений военен министър, който е имал присърце интересите на балгарската [войска] и който най-много е направил за нейното устройство във всяко отношение | “ |

На 22 септември 1885 г. поради отзоваване на всички руски офицери от Княжество България е освободен от поста и се завръща в Русия.
Умира през 1891 година.